# Singogalih
Singogalih is een bestuurslaag in het regentschap Sidoarjo van de provincie Oost-Java, Indonesië. Singogalih telt 3449 inwoners (volkstelling 2010).